# Верхнее Балтаево
Ве́рхнее Балта́ево (тат. Югары Балтай) — деревня в Апастовском районе Республики Татарстан, в составе Среднебалтаевского сельского поселения.

## История
В «Списке населенных мест по сведениям 1859 года», изданном в 1866 году, населённый пункт упомянут как казённая деревня Верхние Балтаи 2-го стана Тетюшского уезда Казанской губернии. Располагалась при речке Черемшанке, по правую сторону почтового тракта из Казани в Симбирск, в 60 верстах от уездного города Тетюши и в 14 верстах от становой квартиры во владельческом селе Знаменское (Чипчаги). В деревне в 75 дворах жили 508 человек (247 мужчин и 261 женщина). Была мечеть.

## Население
| 1782 | 1859 | 1897 | 1926 | 1938 | 1949 | 1958 | 1970 | 1979 | 1989 | 2002 | 2010 | 2015 |
| ---- | ---- | ---- | ---- | ---- | ---- | ---- | ---- | ---- | ---- | ---- | ---- | ---- |
| 92   | 508  | 789  | 618  | 565  | 514  | 382  | 404  | 359  | 299  | 264  | 197  | 213  |

Национальный состав села — татары.